# Valentin Krisper (odvetnik)
Valentin Krisper slovenski odvetnik, *9. december 1860 Ljubljana, †20. avgust 1931 Baden pri Dunaju

## Življenje in delo
Rodil se je indrustrijalcema Valentinu Krisperju in Ernestini Češkovi v Ljubljani. Osnovno šolo in gimnazijo je končal v Ljubljani, potem pa je študiral pravo na Dunajski univerzi, kjer je leta 1884 promoviral iz prava. Nato je nekaj časa živel v Parizu in Dunaju. Leta 1890 odpr odvetniško pisarno v Ljubljani. Z Danilom Majaronom je ustanovil društvo Pravnik in bil od leta 1893 do 1895 predsednik društva. Proti koncu stoletja je bil občinski svetnik v Ljubljani, kjer se je zavzemal za temeljito obnovo Ljubljane po potresu leta 1895. Leta 1905 je z Ubaldom Trnkozyjem in Vinkom Gregoričem ustanovil Deželno zvezo za tujski promet na Kranjskem, vodil je pripravljalna dela za udeležbo Kranjske na rastavah v Londonu in na mednarodni rastavi za tujski promet v Berlinu leta 1911. Kot stalni delegat je zastopal zvezo na centralnih konferencah avstrijskih deželnih zvez. Po prvi svetovni vojni je odvetništvo opustin in leta 1926 postal svetovalec pri Jugoslovanskem generalnem komiserjatu za tujski promet in turistiko. Bil je tudi upravni svetnik hotelske delniške družbe Triglav. Istega leta je izdal skupaj s Francetom Steletom ilustrirano propagandno knjigo Ljubljana, glavno mesto Slovencev v slovenskem, srbohrvaškem, francoskem in nemškem jeziku. Izdal je tudi nekaj turističnih vodnikov.